# 托米斯拉夫·杜伊莫維奇
托米斯拉夫·杜伊莫維奇（Tomislav Dujmović）是克羅地亞的一位足球運動員。在場上司職防守型中場。他現在效力于俄羅斯足球超級聯賽薩蘭斯克足球俱樂部。他也代表克羅地亞國家足球隊參賽。